# ヘル・センデン
ヘラルドゥス・クリスティアヌス（ヘル）・センデン（Gerardus Christianus (Ger) Senden、1971年7月9日 - ）は、オランダ・ヘールレン出身の元サッカー選手。ポジションはDF。プロデビューから現役引退までローダJC一筋でキャリアを全うした選手。

## 経歴
センデンはローダJC史上公式戦最多出場記録を持ち、エールディヴィジ通算出場数でもサンデル・ボスフケル、ハンス・フォンクに次ぐ史上3番目の411試合という記録を持っている。
1989-90シーズンにトップチームデビューを果たして以降18シーズンをローダJCでプレーし、2007-08シーズンに現役を引退した。また、このシーズン中の2007年10月に引退後はクラブのチームマネージャーに就任することが決まっていた。2018年1月、チームマネージャーを退職した。

## タイトル
ローダJC
- KNVBカップ : 2回 (1997, 2000)